# In tempo reale live
In tempo reale live è un album dal vivo del gruppo musicale Africa Unite, pubblicato nel 2020 dall'etichetta discografica Dub the Demon Recording Studio.

## Descrizione
Album in collaborazione con il gruppo di musica classica  pinerolese Architorti, registrato nel concerto al Castello di Miradolo il 13 settembre 2019.

## Tracce
Lato A
1. Bit Crash / Play Another Game – 7:26
2. L'esercizio con gli occhiali a specchio / L'impero del nord – 5:41
3. La morsa del ragno – 4:47

Durata totale: 17:54
Lato B
1. NIN (Nuove incursioni notevoli) – 5:06
2. Sotto pressione / Mr. Time – 7:28
3. Il mio pensiero lucido – 5:14

Durata totale: 17:48

## Formazione
Gruppo
- Bunna - voce
- Madaski - voce, programmazione
- Papa Nico - percussioni
- Marco "Benz" Gentile - viola

Architorti
- Federica Biribicchi - violino
- Paolo Grappeggia - contrabbasso
- Efix Puleo - violino
- Marco Robino - violoncello